# Liste d'œuvres de Giovanni Boldini
Le tableau suivant est une liste non exhaustive et partielle des œuvres picturales réalisées par l'artiste italien Giovanni Boldini. La liste suivante comprend à la fois des peintures et  des aquarelles.
Boldini connait d'abord  le succès en tant que portraitiste à Londres, puis s'installe à Paris en 1872, où il se lie d'amitié avec Edgar Degas et développe un style influencé par les Macchiaioli et des artistes plus jeunes, tels que John Singer Sargent et Paul Helleu.

## Œuvres datées: peintures, aquarelles et pastels

### Avant 1870
| Année              | Titre                                            | Image | Collection                                                         | Notes                                                                                         |
| ------------------ | ------------------------------------------------ | ----- | ------------------------------------------------------------------ | --------------------------------------------------------------------------------------------- |
| vers 1855          | La cour de la maison paternelle                  |       | Musée Giovanni Boldini, Ferrare ; inv. 1469                        | Huile sur panneau, 27 x 20 cm                                                                 |
| 1856               | Autoportrait jeune                               |       | Musée Giovanni Boldini, Ferrare ; inv. 1404                        | Sujet : Giovanni Boldini ; huile sur papier, 16,5 x 13,5 cm                                   |
| vers 1859          | Portrait de Francesco Boldini                    |       | Musée Giovanni Boldini, Ferrare ; inv. 1354                        | Sujet : Francesco Boldini, jeune frère du peintre ; huile sur bois, 17,5 x 13 cm              |
| 1860               | Portrait de Maria Angelini                       |       |                                                                    | Sujet : Maria Angelini                                                                        |
| 1863               | Portait du peintre Cabianca                      |       |                                                                    | Sujet : Vincenzo Cabianca                                                                     |
| 1863-1864          | Portait d'Enea Vendeghini                        |       | Musée Giovanni Boldini, Ferrare ; inv. 1352                        | Sujet : Enea Vendeghini, peintre ; legs de Mario Baldi en 1973 ; huile sur carton, 14 x 18 cm |
| 1864               | Le peintre Federico Andreotti                    |       | Collection privée                                                  | Sujet : Federico Andreotti, peintre italien ; huile sur toile, 22,5 x 17,5 cm                 |
| 1863-65            | Portrait d'une jeune femme                       |       |                                                                    |                                                                                               |
| 1864-65            | Portrait de Lilia Monti née comtesse Magnoni     |       | Musée Giovanni Boldini, Ferrare ; inv. 6631                        | Donation de la fondation Giuseppe Panori ; sujet : Lilia Monti ; huile sur toile, 67 x 53 cm  |
| 1865               | Portrait de Giuseppe Abbati                      |       | Collection privée                                                  | Sujet : Giuseppe Abbati (1836–1868 ; peintre italien) ; huile sur bois, 37,5 x 22 cm          |
| 1865               | Alaide convalescente                             |       |                                                                    | Sujet : Alaide Banti                                                                          |
| 1865               | Le Gardien de porcs                              |       |                                                                    |                                                                                               |
| 1865               | Portrait de Leopoldo Pisani                      |       | Galerie d'Art moderne (Florence)                                   | Huile sur bois, 28 x 12 cm                                                                    |
| 1865               | L'Avocat Comotto                                 |       |                                                                    |                                                                                               |
| vers 1865          | Autoportrait de l'artiste observant un tableau   |       | Galerie d'Art moderne du palais Pitti (Florence) ; inv. Comune 745 | Sujet : Giovanni Boldini ; huile sur toile, 32 x 22, 5 cm                                     |
| vers 1865          | Portrait de Diego Martelli                       |       | Galerie d'Art moderne du palais Pitti (Florence) ; inv. Comune 22  | Sujet : Diego Martelli (1839-1896 ; critique d'art) ; huile sur toile, 14,8 x 19 cm           |
| vers 1865          | Cristiano Banti                                  |       | Collection privée                                                  | Sujet : Cristiano Banti                                                                       |
| 1865-1866          | Diego Martelli à Castiglioncello                 |       |                                                                    | Sujet : Diego Martelli à Castiglioncello                                                      |
| 1865-1870          | Portrait d'homme (Giorgio Sevieri)               |       |                                                                    |                                                                                               |
| 1866               | Alaide Banti en robe blanche                     |       | Galerie d'Art moderne du palais Pitti (Florence) ; inv. Comune 746 | Huile sur toile, 42 x 23 cm                                                                   |
| 1866               | Portrait de Giovanni Bruno avec une moustache    |       |                                                                    |                                                                                               |
| 1866               | Portrait du peintre Alessandro Lanfredini        |       | Collection privée                                                  | Sujet: Alessandro Lanfredini                                                                  |
| 1866               | Portrait du peintre Lanfredini                   |       | Palazzo della Provincia di Bari                                    | Sujet: Alessandro Lanfredini ; peinture attribuée à Giovanni Boldini                          |
| 1866               | Portrait de Leonetto Banti                       |       |                                                                    |                                                                                               |
| vers 1866          | Cristiano Banti à l'épinette                     |       |                                                                    | Sujet : Cristiano Banti à l'épinette                                                          |
| vers 1866          | Portrait de Cristiano Banti                      |       | Galerie d'Art moderne du palais Pitti (Florence)                   | Sujet : Cristiano Banti, peintre italien ; huile sur toile, 57 x 33,5 cm                      |
| vers 1866          | L'amateur d'art                                  |       | Galerie nationale d'Art moderne et contemporain (Rome), inv. 1383  | Huile sur toile, 32 x 43,8 cm                                                                 |
| 1866-67            | Giovanni Fattori dans son atelier                |       | Collection Intesa Sanpaolo, Gallerie d'Italia, Milan               | Huile sur bois, 13 x 24 cm                                                                    |
| 1866-67            | Portrait de Giorgio Sevieri                      |       | Istituto Matteucci, Viareggio                                      | Huile sur toile, 35 x 25 cm                                                                   |
| 1867               | Meule de foin                                    |       | Pistoia, villa Falconer                                            | Tempera sur mur, 205 x 113 cm                                                                 |
| 1867               | Portrait d'un général espagnol                   |       | Collection privée                                                  | Huile sur toile, 62 x 48 cm                                                                   |
| 1867               | Marine                                           |       |                                                                    |                                                                                               |
| 1867               | Portrait d'Antonio Boldini                       |       |                                                                    | Sujet : père de l'artiste                                                                     |
| 1867               | Au piano                                         |       | Pinacothèque métropolitaine de Bari (Bari), inv. 1829              | Huile sur toile, 11,5 x 7,3 cm                                                                |
| vers 1867          | Mur de la villa Falconer                         |       | Pistoia, villa Falconer                                            | Tempera sur mur                                                                               |
| vers 1867          | Mur de la villa Falconer                         |       | Pistoia, villa Falconer                                            | Tempera sur mur                                                                               |
| vers 1867          | Caricature de Guglielmo Pampana                  |       | Galerie d'Art moderne du palais Pitti (Florence), ; inv. Comune 28 | Huile sur toile, 23 x 17,5 cm                                                                 |
| vers 1867          | Portrait de Gustavo Uzielli                      |       | Collection privée                                                  | Sujet : Gustavo Uzielli ; huile sur toile, 36 x 18 cm                                         |
| vers 1867          | Portrait de Marcellin Desboutin                  |       | Localisation inconnue                                              | Sujet : Marcellin Desboutin, peintre français                                                 |
| 1867-1870          | Portrait d'un jeune homme                        |       |                                                                    |                                                                                               |
| 1868               | Paysage avec des bœufs tirant la charrue         |       |                                                                    |                                                                                               |
| 1868               | Paysage avec des moissonneuses au repos          |       |                                                                    |                                                                                               |
| 1868               | Paysage marin avec une gardienne de chèvres      |       |                                                                    |                                                                                               |
| 1868               | Portrait de Vincenzo Cabianca                    |       | Musée civique Giovanni Fattori, Livourne                           | Huile sur bois, 22 x 19 cm                                                                    |
| entre 1868 et 1872 | Portrait du marquis George Capranica de Grillo   |       |                                                                    |                                                                                               |
| 1869               | Dans le studio du peintre                        |       | Museoarchives Giovanni Boldini, Pistoia                            |                                                                                               |
| 1869               | Portrait de la comtesse Carlotta Aloisi Papudoff |       | Collection privée, Montecatini Terme                               | Huile sur bois, 37,5 x 28,5 cm                                                                |
| 1869               | Les Jeunes Comtesses Olga et Ariana Papudoff     |       | Collection privée, Rome                                            | Huile sur bois, 44,5 x 29 cm                                                                  |
| 1869               | Les Sœurs Lascaraky                              |       | Musée Giovanni Boldini, Ferrare ; inv. 1353                        | Huile sur bois, 14 x 22,5 cm                                                                  |
| 1869               | Portrait de Mary Donegani                        |       | Istituto Matteucci, Viareggio                                      | Huile sur bois, 40 x 25 cm                                                                    |
| 1869               | Portrait de Rosina Pisani                        |       |                                                                    |                                                                                               |
| 1869               | Petits paysans et bœufs                          |       |                                                                    |                                                                                               |
| 1860-1870          | Portrait d'enfant                                |       |                                                                    |                                                                                               |

### Années 1870
| Année          | Titre                                                          | Image | Collection | Notes |
| -------------- | -------------------------------------------------------------- | ----- | --- | --- |
| 1870           | L'Amateur d'art                                                |       | Collection privée, Bologne | Huile sur bois, 34 x 26 cm |
| 1870           | La Conversation                                                |       | | |
| 1870           | Du grenier à Ferrare                                           |       | | |
| 1870           | Femme au piano                                                 |       | | |
| 1870           | La Guitariste                                                  |       | | |
| 1870           | Banlieue de Paris                                              |       | | |
| vers 1870      | Femme avec des fleurs                                          |       | Musée Fattori, Livourne | |
| 1871           | Une Femme élégante                                             |       | En provenance de la collection d'Angel Roverano, Paris-Nice, no. 296 (label au verso) ; acheté directement à la famille Roverano par le propriétaire actuel | Daté et signé en bas à droite ; huile sur bois, 20 x 13,5 cm. Authenticité confirmée par le Professeur Tiziano Panconi                                                                                |
| 1871           | Vieille chanson                                                |       | Collection privée | huile sur bois, 30.6 x 39.6 cm |
| 1872           | Au parc                                                        |       | Collection privée | Aquarelle sur papier, 38.7 x 30.7 cm |
| 1872           | Sur un banc au bois                                            |       | Collection privée | Huile sur bois, 46 x 34 cm |
| 1872           | Le Printemps ou Paysans et Chiens                              |       | Collection privée | Huile sur bois, 67 x 54,5 cm |
| 1872           | Le Hamac                                                       |       | | |
| 1872           | Les Dômes, Versailles                                          |       | | |
| 1872           | L'île de San Giorgio à Venise                                  |       | | Sujet : Île de San Giorgio Maggiore |
| 1872           | Femme avec une ombrelle                                        |       | Art Institute of Chicago | |
| 1872- 1873     | Taquinant le perroquet                                         | ]     | Collection privée | 46,2 x 32,8 cm |
| 1872- 1875     | Promenade à Versailles au XVIIIe siècle                        |       | Musée Giovanni Boldini, Ferare ; inv. 1448 | Papier cartonné / encre / crayon / stylo / peinture à l’aquarelle, 39 x 31 cm |
| 1873           | La Sérénade ou La Joueuse de guitare                           |       | Sterling and Francine Clark Art Institute de Williamstown (Massachusetts) ; inv. 1955.651                                                                   | Huile sur toile, 41,3 x 34,3 cm |
| 1873           | Modèle et Mannequin                                            |       | Collection privée | Huile sur toile |
| 1873           | Conversation                                                   |       | Metropolitan Museum of Art, New York, inv 87.15.81 | Catharine Lorillard Wolfe Collection, legs de Catharine Lorillard Wolfe en 1887 ; huile sur bois, 17,8 x 24,1 cm                                                                                      |
| 1873           | Printemps                                                      |       | | |
| 1873           | La Promenade matinale                                          |       | | |
| 1873           | Les Parisiennes                                                |       | Collezione Vanderbilt, Metropolitan Museum of Art, New York                                                                                                 | |
| 1873           | Grand-Rue à Combs-la-Ville                                     |       | Philadelphia Museum of Art | Sujet : Grand-Rue à Combs-la-Ville |
| 1873           | La Lettre                                                      |       | | |
| 1873           | Balade en été                                                  |       | Collection privée | Huile sur toile, 55,8 x 34,9 cm |
| vers 1873      | Porte à Montmartre ou La Porte verte                           |       | Musée Giovanni Boldini, Ferrare ; inv. 1357 | Sujet : Porte à Montmartre ; donation d'Emilia Cardona en 1934 ; huile sur bois, 19 x 24,5 cm. Étude probable pour Primavera (Jeune couple en robe Empire sur la pelouse) de 1873 (collection privée) |
| vers 1873      | Épicerie à Montmartre                                          |       | Musée Giovanni Boldini, Ferrare ; inv. 1399 | Sujet : Épicerie à Montmartre ; huile sur bois, 14 x 7,5 cm |
| 1873-1874      | La Visite                                                      |       | Collection privée | Datée et signée en bas à gauche ; aquarelle sur papier, 31 x 24 cm |
| 1873-1875      | En traversant la rue                                           |       | The sterling and Francine Clark Art Institute, Williamstown (Massachusetts) ; inv. 1955.650                                                                 | Huile sur bois, 46 x 37,5 cm |
| 1874           | Place Pigalle avec l'omnibus « Place de l'Étoile-La Villette » |       | Collection privée | Sujet : Place Pigalle ; huile sur bois, 34 x 48 cm |
| 1874           | Place Clichy                                                   |       | | Sujet : Place de Clichy ; huile sur toile |
| 1874           | Dans le jardin                                                 |       | | Huile sur bois, 55,9 x 45,1 cm |
| 1874           | La Lessive                                                     |       | | Huile sur bois, 32,3 x 51,6 cm |
| 1874           | L’Enfant au cerceau                                            |       | Collection privée | Huile sur toile |
| 1874           | Le Matador ou Couple en costume espagnol avec deux perroquets  |       | Collection d'art Banca Carige | Huile sur bois, 26 x 35,2 cm ; inv. 173 |
| 1874           | Berthe à la campagne ou Waiting                                |       | Collection privée | Huile sur bois, 41 x 26,2 cm |
| 1874           | Berthe partant en promenade                                    |       | | |
| 1874           | Berthe fumant                                                  |       | Collection privée | Huile sur bois, 67 x 55 cm |
| 1874           | Jeune femme écrivant                                           |       | | |
| 1874           | Lavandières le long de la Seine                                |       | | |
| 1874           | Jeune Fille au chien                                           |       | Musée des Beaux-Arts de Dijon, Dijon | Huile sur bois, 54,7 × 45,6 cm |
| vers 1874      | Deux Chevaux blancs                                            |       | Musée Giovanni Boldini, Ferrare | |
| 1875           | Dans le jardin ou Le Perroquet                                 |       | Collection privée | Huile sur bois, 18 x 24,4 cm |
| 1875           | Un Ami du marquis                                              |       | | |
| 1875           | Intérieur de Versailles                                        |       | | Sujet : Château de Versailles |
| 1875           | Dans le jardin                                                 |       | | |
| 1875           | Le Parapluie rouge                                             |       | | |
| 1875           | Deux femmes dans un parc                                       |       | | |
| 1875           | Jours tranquilles ou Jeune Femme au crochet                    |       | The sterling and Francine Clark Art Institute, Williamstown (Massachusetts) ; inv. 1955-648                                                                 | Huile sur toile, 36,1 x 27,4 cm |
| 1875           | Dames du premier empire                                        |       | Collection Vanderbilt, Metropolitan Museum of Art, New York                                                                                                 | |
| 1875           | Joueuse de lyre et auditeur                                    |       | Collection privée | Huile sur toile |
| vers 1875      | Confidences                                                    |       | Collection privée | Signé en bas à gauche ; huile sur bois, 34,9 x 26,7 cm |
| 1875-1900      | Portrait d'homme                                               |       | | |
| 1875-1900      | Paysage avec un arbre et une maison                            |       | | |
| 1876           | Noonday. Promenade à Versailles                                |       | Collection privée | Huile sur bois, 48,3 x 86,4 cm |
| 1876           | Jeune fille lisant au salon                                    |       | | |
| vers 1876      | La Machine de Marly (La Seine à Bougival)                      |       | Musée Giovanni Boldini, Ferrare ; inv. 1358 | Huile sur toile, 62,5 x 76 cm |
| vers 1876      | Sortie d'un bal masqué à Montmartre                            |       | Musée Giovanni Boldini, Ferrare ; inv. 1359 | Huile sur toile, 33 x 46,5 cm |
| vers 1876      | Dame avec une ombrelle                                         |       | | |
| 1877           | La Pianiste                                                    |       | Collection privée | Malgré le titre, l’instrument n’est pas un piano, mais semble être un clavicorde ; huile sur toile, 39 x 30 cm                                                                                        |
| 1877           | Sur la Seine ou Rive de la Seine au Mont-Valérien              |       | Collection privée, Milan | Huile sur bois, 22 x 15 cm |
| vers 1877      | Scène galante dans le parc de Versailles                       |       | Collection privée, Milan | Huile sur bois, 14,5 x 24 cm |
| vers 1878      | Lavandière et jeune femme brune près de la Seine               |       | Collection privée | Huile sur toile, 61,5 x 50 cm |
| 1878           | Berthe regardant un éventail                                   |       | Istituto di belle arti Butterfly, Lugano | Huile sur toile , 61,6 x 40,6 cm |
| 1878           | Femme au pull rouge                                            |       | | |
| 1878           | Deux personnes masquées                                        |       | | |
| 1878           | L'attesa (La mondana) L'attente (La mondaine)                  |       | Studio d'Arte Nicoletta Colombo, Milano. | |
| 1878           | Portrait de Ferdynand Bryndza (1837–1891)                      |       | Musée national de Cracovie, inv MNK XII-A-494 | Huile sur bois, 26 cm x 18 cm |
| vers 1878      | La Comtesse de Rasty en pied                                   |       | | |
| vers 1878      | La Comtesse de Rasty assiste dans un fauteuil                  |       | Collection privée | Huile sur toile, 141,5 x 103 cm |
| vers 1878-1879 | Plage d'Étretat avec bateau de pêche                           |       | Collection privée | Huile sur bois, 13,7 x 23,6 cm |
| 1878-1879      | La comtesse Gabrielle de Rasty dans un canapé                  |       | Collection privée | Huile sur toile, 147 x 115 cm |
| 1878-1888      | Vieux déchargeur                                               |       | | |
| 1879           | Le Retour des bateaux de pêche, Étretat                        |       | The sterling and Francine Clark Art Institute, Williamstown (Massachusetts) ; inv. 1955-647                                                                 | Huile sur bois, 14 x 23,7 cm |
| 1879           | La Dépêche                                                     |       | Metropolitan Museum of Art, New York, inv 08.136.12 | Legs de Martha T. Fiske Collord, en mémoire de son premier mari, Josiah M. Fiske, 1908 ; huile sur bois, 42,5 x 34,3 cm                                                                               |
| 1879           | Conversation au café                                           |       | Collection privée | Huile sur bois, 28 x 41 cm |
| 1879           | Portrait de la comtesse Gabrielle de Rasty                     |       | Musée Giovanni Boldini, Ferrare ; inv. 1360 | Huile sur toile, 100 x 73,5 cm |
| vers 1879      | Alice Regnault à cheval ou L'Amazone                           |       | Galerie d'art moderne de Milan ; inv. 7598 | Huile sur bois, 69 x 58 cm |

### Années 1880
| Année           | Titre                                                           | Image | Collection                                                                                       | Notes |
| --------------- | --------------------------------------------------------------- | ----- | ------------------------------------------------------------------------------------------------ | --- |
| vers 1880 -1890 | Portrait d'un dandy                                             |       | Norton Simon Museum, Pasadena                                                                    | Sujet : Henri de Toulouse-Lautrec (1864–1901) ; pastel sur papier, 63,5 x 41,6 cm |
| vers 1880 -1890 | Le Cocher                                                       |       | Collection privée                                                                                | Huile sur bois, 37,5 x 44,5 cm |
| 1880            | Attelage avenue Trudaine, Paris, 14 juillet 1880                |       |                                                                                                  | Sujet : Attelage avenue Trudaine ; daté et signé sur le bord droit, n°125 bis inv. At. Boldini, Emilia Boldini Cardona, 1931 Inscris au verso à l'encre ; huile sur bois, 14 x 24 cm                                                                                         |
| 1880            | Dans le bain                                                    |       |                                                                                                  | |
| 1880            | Portrait de femme                                               |       | Musée d'Art moderne Ricci-Oddi, Plaisance ; inv. 28                                              | Pastel sur carton, 34 x 96 cm. Acheté en 1825, à l'Hôtel Drouot à Paris par M. Renzo Campeggi qui le vendit ensuite à Ricci Oddi le 26 novembre 1925 pour 2 500 lires. Ricci Oddi l'avait vu exposé à la galerie Bolognesi de Milan.                                         |
| 1880            | Le Joueur de clarino                                            |       |                                                                                                  | Sujet : joueur de clarino |
| vers 1880       | Pêcheur                                                         |       |                                                                                                  | |
| vers 1880       | La Toilette                                                     |       | Collection privée                                                                                | huile sur toile, 87 x 62 cm |
| vers 1880       | L'Espagnole                                                     |       |                                                                                                  | Huile sur toile, 35 x 26,5 cm |
| vers 1880       | Portrait d'Henri Rochefort                                      |       | Musée d'Orsay, Paris ; inv. RF 1977-57                                                           | Acquis en 1946 ; huile sur toile, 61 x 50cm |
| vers 1880       | Le Crieur de journaux parisien                                  |       | Musée de Capodimonte, Naples ; inv. O.A. 7681                                                    | Huile sur bois, 47 x 29 cm |
| vers 1880       | Abandon                                                         |       | Collection privée                                                                                | Huile sur bois, 17 x 25 cm |
| vers 1880       | La Comtesse de Rasty allongée                                   |       | Collection privée                                                                                | Pastel sur soie, 45,5 x 116,5 cm |
| vers 1880-1883  | La Marquise Adriana Franzoni                                    |       |                                                                                                  | |
| vers 1880 -1890 | Le Pont-Royal de nuit                                           |       | Musée Giovanni Boldini, Ferrare ; inv. 1461                                                      | Sujet : Pont Royal (Paris) ; pastel sur papier encollé sur carton, 53 x 44 cm |
| 1880-1885       | La Toilette                                                     |       |                                                                                                  | |
| 1880-1885       | Portrait d’Alaide Banti avec une ombrelle                       |       |                                                                                                  | |
| 1880-1910       | Paysage avec des rangées de roseaux                             |       |                                                                                                  | |
| 1881            | Portrait de Céline Montaland                                    |       |                                                                                                  | Sujet : Céline Montaland, actrice |
| 1881            | Portrait de Madame Leclanche                                    |       | Clark Art Institute, Williamstown (Massachusetts) ; inv. 1955.649                                | Huile sur toile, 61 x 40,8 cm |
| vers 1881       | Buste de jeune fille de profil gauche                           |       |                                                                                                  | |
| vers 1881-1886  | Deux Chevaux blancs                                             |       | Musée Giovanni Boldini, Ferrare ; inv. 1355                                                      | Entré au musée à la suite de son achat par Emilia Cardona en 1974. Huile sur toile, 153 x 122,5 cm |
| vers 1881-1886  | Le Pont des Saints-Pères                                        |       |                                                                                                  | |
| 1882            | Omnibus de la place Pigalle                                     |       | Collection privée                                                                                | Huile sur bois, 18 x 27,5 cm |
| 1882            | Portrait de Cecilia de Madrazo Fortuny                          |       | Musée des Beaux-Arts de Bordeaux ; inv. Bx 1982.1.1                                              | Huile sur toile, 115 x 69 cm |
| 1882            | Le Chef d'orchestre Emanuele Muzio sur l'estrade                |       | Casa di riposo per musicisti, Milan ; inv. 300183881                                             | Huile sur bois, 25 x 22 cm |
| vers 1882       | Portrait du peintre Joaquin Araujo y Ruano                      |       | Musée Giovanni Boldini, Ferrare ; inv. 1368                                                      | Huile sur bois, 28,5 x 20 cm |
| 1882-1884       | La visite dominicale                                            |       |                                                                                                  | |
| 1883            | Jeune Fille avec un châle rouge                                 |       | Collection privée                                                                                | Daté et signé en haut à droite ; huile sur toile, 56,5 x 46,5 |
| 1883            | Près de la cheminée                                             |       |                                                                                                  | |
| 1883            | Cheval blanc                                                    |       |                                                                                                  | |
| 1883            | Portrait du pianiste Alexandre Rey Colaça                       |       | Collection privée                                                                                | Pastel sur papier marouflé sur toile, 63,5 x 52,5 cm |
| 1883            | Cavaliers                                                       |       |                                                                                                  | |
| 1883            | Rue de Paris                                                    |       | Galerie d'art moderne de Milan                                                                   | |
| vers 1883       | Nocturne à Montmartre                                           |       | Musée Giovanni Boldini, Ferrare ; inv. 1377                                                      | Huile sur toile, 128 x 135 cm |
| 1884            | Femme avec un chien                                             | ]     |                                                                                                  | |
| 1884            | Au jardin                                                       |       |                                                                                                  | |
| 1884            | Femme sur un divan                                              |       |                                                                                                  | |
| 1884            | La Cantatrice mondaine                                          |       | Collection Fondazione Estense, inv. 586, en dépôt au musée Giovanni Boldini, Ferrare ; inv. 8019 | Huile sur toile, 61 x 46 cm |
| 1884            | La Lettre du matin                                              |       |                                                                                                  | |
| 1884            | Amis en conversation                                            |       | Musée Giovanni Boldini, Ferrare ; inv. 1421                                                      | Aquarelle sur carton, 46 x 30,5 cm |
| 1884            | Léda et le cygne                                                |       |                                                                                                  | Sujet : Léda (mythologie) |
| vers 1884       | Portrait de l'actrice Alice Regnault                            |       | Collection privée                                                                                | Sujet : Alice Regnault (actrice française) ; huile sur toile, 112 x 82 cm |
| vers 1884       | Les Deux Amis                                                   |       | Collection privée                                                                                | Aquarelle sur carton, 36,5 x 25,5 cm |
| 1884-1885       | Dans l'atelier                                                  |       |                                                                                                  | |
| vers 1884 -1895 | Léda et le cygne                                                |       | Musée Giovanni Boldini, Ferrare ; inv. 1372                                                      | Sujet : Léda (mythologie) ; acheté à la veuve de l'artiste, Emilia Cardona, en 1974 : huile sur toile, 35 x 27 cm |
| vers 1884 -1895 | Léda et le cygne                                                |       | Musée Giovanni Boldini, Ferrare ; inv. 1371                                                      | Sujet : Léda (mythologie) ; huile sur toile, 35 x 27 cm |
| 1885            | Jeune fille nue avec une couverture                             |       | Musée Giovanni Boldini, Ferrare ; inv. 1372                                                      | |
| 1885            | Bateaux à Venise                                                |       |                                                                                                  | |
| 1885            | Théâtre                                                         |       |                                                                                                  | |
| 1885            | Portrait d'Alaide Banti au pianoforte                           |       |                                                                                                  | |
| 1885            | Portrait d'Alaide Banti                                         |       |                                                                                                  | |
| 1885            | Tête de cheval                                                  |       |                                                                                                  | |
| 1885            | Danseuse en mauve                                               |       |                                                                                                  | |
| 1885            | Bovins tirant la charrue                                        |       |                                                                                                  | |
| 1885            | Bovins tirant la charrue (verso)                                |       |                                                                                                  | |
| 1885            | Bovins                                                          |       |                                                                                                  | |
| 1885            | Portrait d'Alaide Banti                                         |       |                                                                                                  | |
| 1885            | La Femme aux yeux bigarrés                                      |       | Collection privée                                                                                | Daté et signé en bas à gauche ; huile sur bois, 40 x 27 cm |
| 1885            | Petite Fille avec un chat noir dans les bras                    |       | Istituto Matteucci, Viareggio                                                                    | |
| 1885            | Le Pianiste                                                     |       | Musée Giovanni Boldini, Ferrare ; inv. 1459                                                      | Pastel sur carton, 65 x 80,5 cm |
| 1885            | Madame Charles Warren-Cram                                      |       | Metropolitan Museum of Art, New York ; inv 59.78                                                 | Sujet : Ella Brooks Carter (1846–1896) ; don de Mrs. Edward C. Moën en 1959 ; huile sur toile, 49,2 x 35,6 cm |
| 1885            | Le Pianiste A. Rey Colaco                                       |       |                                                                                                  | Sujet : Alexandre Rey Colaço (1854–1928 ; pianiste portugais) |
| 1885            | Portrait du peintre Cristiano Banti                             |       |                                                                                                  | Sujet : Cristiano Banti, peintre italien |
| vers 1885       | Le Bar des Folies Bergère                                       |       |                                                                                                  | Sujet : Folies Bergère |
| vers 1885       | Spectateurs au théâtre                                          |       | Musée Giovanni Boldini, Ferrare ; inv 1457                                                       | Pastel et crayon sur papier, 49,5 x 66 cm |
| vers 1885       | Femme en train de se vêtir                                      |       | Musée Giovanni Boldini, Ferrare ; inv 1379                                                       | Est resté dans l'atelier de Boldini jusqu'à ce qu'Emilia Cardona en fasse un don au musée. Huile sur bois, 14 x 24 cm. Le petit tableau peut être compté parmi les études que Boldini a consacrées à des situations intimes telles que « la toilette » ou « après le bain ». |
| vers 1885       | L’Actrice Réjane avec son chien                                 |       | Collection privée                                                                                | Sujet : Réjane (1856–1920 ; actrice française) ; huile sur toile |
| vers 1885-1890  | Tresse blonde                                                   |       | Villa royale de Milan                                                                            | |
| vers 1885-1890  | Madame X, la belle-sœur de Helleu                               |       | Musée Giovanni Boldini, Ferrare                                                                  | Sujet : belle-sœur du peintre Paul-César Helleu |
| 1885-1892       | Portrait d’Alaide Banti sur un canapé rouge                     |       |                                                                                                  | |
| 1886            | Portrait de Giuseppe Verdi                                      |       | Casa di riposo per musicisti, Milan                                                              | Sujet : Giuseppe Verdi (1813–1901) |
| 1886            | Portrait de Giuseppe Verdi à l'écharpe blanche et haut-de-forme |       | Galerie nationale d'Art moderne et contemporain, Rome                                            | Sujet : Giuseppe Verdi (1813–1901) |
| 1886            | Mme Gabrielle Réjane                                            |       |                                                                                                  | Sujet : Réjane |
| 1887            | La Décharge de la porte d'Asier                                 |       |                                                                                                  | |
| 1887            | Dame avec d'élégants habits noirs                               |       |                                                                                                  | |
| 1887            | Dernières lumières au Bois de Boulogne                          |       | Musée Giovanni Boldini, Ferrare; inv. 1403                                                       | Huile sur bois, 48 x 37 cm |
| 1887            | A l'Opéra de Paris                                              |       |                                                                                                  | Sujet : Opéra de Paris |
| 1887            | Portrait d'Harriet Valentine Crocker Alexander                  |       |                                                                                                  | Signé et daté ; huile sur bois, 75.5 x 52 cm |
| vers 1887       | Amoureux au café                                                |       | Collection privée                                                                                | Huile sur bois, 18 x 27 cm |
| vers 1887       | Scène de café                                                   |       | California Palace of the Legion of Honor                                                         | Huile sur bois |
| vers 1887       | Nu de jeune femme assise                                        |       | Collection privée                                                                                | huile sur toile, 27 x 35 cm |
| vers 1887       | Nu de jeune femme Assise ou Nu couleur perle                    |       |                                                                                                  | Huile sur bois, 42 x 27,3 cm |
| 1888            | Portrait de Mlle Concha de Ossa                                 |       | Collection privée                                                                                | Peut aussi être Sofia ou Elena ; pastel sur toile, 221 x 120,5 cm |
| 1888            | Après le bain                                                   |       |                                                                                                  | |
| 1888            | Madame Concha de Ossa                                           |       |                                                                                                  | |
| 1888            | Le chapeau de velours rouge                                     |       |                                                                                                  | |
| 1888            | Dame en robe de profil avec un boa noir                         |       |                                                                                                  | |
| 1888            | Portrait de Gaetano Braga                                       |       | Musée Giovanni Blodini, Ferrae ; inv. 1458                                                       | Sujet : Gaetano Braga, compositeur italien ; pastel sur papier, 55 x 64,5 cm |
| vers 1888       | Le Balcon                                                       |       |                                                                                                  | Esquisse |
| vers 1888       | Portrait d'Emiliana Concha de Ossa                              |       | Collection privée                                                                                | Pastel sur papier marouflé sur toile, 219,7 x 120 cm |
| vers 1888       | Femme en noir observant le « Pastel blanc »                     |       | Musée Giovanni Boldini, Ferrare ; inv. 1367                                                      | Huile sur bois, 80,5 x 64,5 cm |
| 1889            | Portrait de Madame Roger Jourdan                                |       | Collection privée                                                                                | Portrait de la princesse de Caraman-Chimay, épouse de Roger Jourdan ; huile sur toile, 208 x 86 cm |
| 1889            | Portrait de femme                                               |       |                                                                                                  | |
| 1889            | Portrait de Georges de Bellio                                   |       | Musée Marmottan Monet, Paris                                                                     | Sujet : Georges de Bellio (1828-1894), huile, 6,5 x 4,2 cm |
| 1889            | Portrait de la comtesse de Luesse, née Berthier                 |       |                                                                                                  | |
| 1889            | Portrait du violoncelliste Gaetano Braga                        |       |                                                                                                  | Sujet : violoncelliste Gaetano Braga |
| 1889            | La Colonnade de Versailles                                      |       |                                                                                                  | Sujet : Bosquet de la Colonnade |
| 1889            | Vue d'un canal de Venise                                        |       |                                                                                                  | Huile sur bois, 35 x 27 cm |
| vers 1889       | Jeune femme blonde en robe de soirée                            |       |                                                                                                  | |
| vers 1889       | Scène de fête au Moulin-Rouge                                   |       | Musée d'Orsay, Paris, accepté par l'État à titre de dation ; inv. RF 2010-15                     | Huile sur toile, 96,5 x 104,4 cm |
| vers 1889-1890  | Portrait de la comtesse de Leusse en pied                       |       | Musée Giovanni Boldini, Ferrare ; inv. 1362                                                      | Huile sur toile, 200,5 x 101 cm |

### Années 1890
| Année              | Titre                                                                                 | Image | Collection | Notes |
| ------------------ | ------------------------------------------------------------------------------------- | ----- | --- | --- |
| 1890               | Nu de jeune femme blonde couchée                                                      |       | Collection privée | Huile sur toile |
| 1890               | Portrait de John Singer Sargent                                                       |       | Collection privée | Sujet : John Singer Sargent (1856–1925 ; artiste américain) ; huile sur panneau |
| 1890               | Portrait de John Singer Sargent                                                       |       | Collection privée | Sujet : John Singer Sargent (1856–1925 ; artiste américain) ; huile sur panneau |
| 1890               | Le Peintre John Lewis Brown avec sa femme et sa fille                                 |       | Musée Calouste-Gulbenkian, Lisbonne ; inv. 58                                                                              | Sujet : John-Lewis Brown (peintre français) ; huile sur toile, 120 x 145 cm |
| 1890               | Jeune fille au chapeau noir                                                           |       | | |
| 1890               | Jeune fille nue sur un canapé                                                         |       | | |
| 1890               | Portrait de la comtesse de Leusse, née Berthier                                       |       | | |
| 1890               | Portrait de femme au chapeau jaune                                                    |       | | |
| vers 1890          | Portrait féminin ou Portrait de femme assise de face avec robe noire                  |       | | |
| vers 1890          | Spectateurs dans un théâtre                                                           |       | | |
| vers 1890          | Le Cadre doré ou Intérieur de l'atelier de l'artiste                                  |       | Collection privée | Huile sur bois, 34 x 21 cm |
| vers 1890-1892     | Tête brune                                                                            |       | | |
| 1891               | Portrait du petit Subercaseaux                                                        |       | Musée Giovanni Boldini, Ferrare ; inv. 1364                                                                                | Huile sur toile, 170 x 98,5 cm |
| 1891               | Chanteuse argentine                                                                   |       | | |
| 1891               | Nocturne sur la Seine                                                                 |       | | |
| 1891               | Deux dames cousant                                                                    |       | | |
| 1892               | Autoportrait de Montorsoli                                                            |       | Florence, corridor de Vasari ; inv. Comune 3079                                                                            | Huile sur toile, 56 x 36 cm |
| 1892               | Autoportrait                                                                          |       | Musée Giovanni Boldini, Ferrare ; inv. 1351                                                                                | Huile sur toile, 61 x 47 cm |
| 1892               | Autoportrait                                                                          |       | | |
| 1892               | Autoportrait                                                                          |       | | |
| 1892               | Portrait de la marquise Franzoni                                                      |       | | |
| 1892               | Portrait de Giovinetta Errázuriz Alvear                                               |       | Collection privée | Sujet : Giovinetta Errázuriz Alvear ; huile sur toile, 201,3 x 101 cm |
| 1892               | Portrait de Madame Josefina Alvear de Errázuriz                                       |       | Musée national de Buenos Aires, Buenos Aires                                                                               | Sujet : Josefina Alvear de Errázuriz ; huile sur toile |
| vers 1892          | L'Artiste Ruth Sterling dans son atelier                                              |       | | |
| vers 1892          | Intérieur de l'atelier avec le « Portrait de la jeune Errazuriz »                     |       | Musée Giovanni Boldini, Ferrare ; inv. 1365                                                                                | Sujet : Giovinetta Errazuriz ; huile sur bois, 35 x 26 cm |
| 1892-1895          | Feu d'artifice                                                                        |       | Musée Giovanni Boldini, Ferrare ; inv. 1361                                                                                | Sujet : jeune inconnue en robe blanche ; acquis avec un ensemble d'œuvres de la collection de la veuve Emilia Cardona en 1974 (Buzzoni 1997, p. 50) ; huile sur toile, 200 x 99,5 cm                                                                                           |
| 1893               | Portrait de René Cole ou Gentilhomme en habit de soirée                               |       | Collection privée | Huile sur toile, 135 x 90 cm |
| 1894               | Chiesa di Santa Maria del Giglio                                                      |       | Collection privée | Sujet : Réhabilitation de la façade de Santa Maria del Gigli à Venise ; huile sur toile |
| 1894               | Portrait de la comtesse Martel de Janville                                            |       | Musée Carnavalet, Paris | Sujet : Comtesse Martel de Janville dite Gyp (1850–1932) ; huile sur toile |
| 1894               | Portrait de Lady Colin Campbell, née Gertrude Elisabeth Blood                         |       | National Portrait Gallery (Royaume-Uni), Londres ; inv. NPG 1630 ; don de Winifred Brooke Alder selon la volonté du modèle | Sujet : Gertrude Elizabeth Blood (1857–1911) ; huile sur toile, 184,3 x 120,2 cm |
| 1894               | Femme brune en robe de soirée                                                         |       | | |
| 1894               | Enterrement luxueux                                                                   |       | Musée Giovanni Boldini, Ferrae ; inv. 1373                                                                                 | Huile sur bois, 34 x 27 cm. Recto du tableau Pianiste de dos en tenue de soirée, |
| 1894               | Portrait de Gyp                                                                       |       | Musée des Beaux-Arts de Dijon, Dijon                                                                                       | Sujet : Comtesse Martel de Janville dite Gyp (1850–1932) ; pastel sur papier, 56 × 50 cm |
| vers 1894          | La Comtesse Ritzer                                                                    |       | | |
| vers 1894          | Statue dans le parc de Versailles                                                     |       | Collection privée | Huile sur bois, 21,5 x 18 cm |
| vers 1894          | Femme sur un divan                                                                    |       | | |
| 1895               | Nu par derrière                                                                       |       | | |
| 1895               | Bateaux dans le bassin de San Marco                                                   |       | | |
| 1895               | Statue en été                                                                         |       | Musée Giovanni Boldini, Ferrare ; inv. 1452                                                                                | Aquarelle sur carton, 35,5 x 51 cm. Version aquarelle des peintures à l'huile consacrées, dans les années 90, à certains recoins du parc de Versailles et à des sculptures antiques.                                                                                           |
| 1895               | Portrait d'Adolph von Menzel                                                          |       | Alte Nationalgalerie, Berlin                                                                                               | Sujet : Adolph von Menzel, peintre allemand ; Huile sur toile |
| 1895               | Statue dans le parc de Versailles                                                     |       | Collection privée | Huile sur bois, 34,3 x 26,5 cm |
| 1895               | Saint-Marc à Venise                                                                   |       | | Sujet : Basilique Saint-Marc |
| 1895               | Couple dans un restaurant                                                             |       | | |
| vers 1895          | La Robe écossaise                                                                     |       | Collection privée | Huile sur toile, 90 x 60 cm |
| vers 1895          | Le Professeur anglais Mrs Grafton                                                     |       | | |
| vers 1895          | Canal à Venise avec le campanile de San Giorgio dei Greci                             |       | Collection privée, Milan                                                                                                   | Huile sur toile, 65 x 39 cm |
| vers 1895          | Le Port de Venise                                                                     |       | Collection privée, Milan                                                                                                   | Signé en bas à droite, huile sur toile, 35 x 44 cm |
| vers 1895          | Gondole devant la place Saint-Marc                                                    |       | Sujet : Gondole devant la place Saint-Marc à Venise                                                                        | |
| vers 1895          | Josefina Alvear de Errázuriz avec un chapeau à plumes                                 |       | Collection privée | Huile sur toile, 92 x 73 cm |
| vers 1895          | Dame en rose sur un divan                                                             |       | Collection d'Arte Fondazione Cariparma                                                                                     | Aquarelle sur papier, 44 x 30 cm |
| 1895-1900          | Portrait d’homme portant un haut-de forme ou Le Poète Hanvin ou l'Homme du « Figaro » |       | Musée d'art de São Paulo ; inv. MASP.00042                                                                                 | Huile sur bois, 48 x 24 cm |
| 1896               | Madame Charles Max                                                                    |       | Musée d'Orsay, Paris ; inv. RF 1977-55 ; don de Mme Charles Max                                                            | Sujet : Madame Charles Max ; huile sur toile, 205 x 100 cm |
| 1896               | Portrait de Madame G. Blumenthal                                                      |       | Ambassade de France, Vienne, dépôt du Musée d'Orsay, Paris ; inv. JdeP 816 ; don de George Blumenthal, 1936                | Sujet : Madame G. Blumenthal ; huile sur toile, 120 x 85 cm |
| 1896               | Portrait de l'artiste Ernest Ange Duez                                                |       | | Sujet : Ernest Ange Duez, peintre français |
| 1896               | Portrait du peintre Jean-Baptiste Edouard Detaille                                    |       | | Sujet : Édouard Detaille |
| vers 1896          | Dame dans le miroir ou Chez la modiste                                                |       | | |
| 1896               | Portrait de Madame Veil-Picard                                                        |       | | |
| 1897               | Portrait de James McNeill Whistler                                                    |       | Brooklyn Museum, New York, inv 09.849                                                                                      | Sujet : James Abbott McNeill Whistler (1834–1903) ; signature et date en bas à gauche ; don d'Augustus Healy qui l'achète pour 20 000 francs en 1909 et en fait don au musée ; huile sur toile 170,8 x 94,6 cm                                                                 |
| 1897               | Portrait de Mme Veil-Picard                                                           |       | Società di vella arti di Viareggio                                                                                         | Huile sur toile, 198 x 100 cm |
| 1897               | Rêve d’une nuit d’été                                                                 |       | | |
| 1897               | Jeune femme foncée                                                                    |       | | |
| 1897               | Portrait du comte Robert de Montesquiou                                               |       | Musée d'Orsay, Paris inv. RF 1977-56 ; don d'Henri Pinard au nom du comte Robert de Montesquiou                            | Sujet : Robert de Montesquiou (1855–1921; poète et écrivain français) ; huile sur toile, 115,5 x 82,5 cm |
| vers 1897          | Intérieur élégant avec figures en mouvement                                           |       | Musée Giovanni Boldini, Ferrare ; inv. 1369                                                                                | Huile sur bois, 120 x 38,5 cm. L'esquisse à l'huile constituait à l'origine le verso d'un panneau avec Un coin de la table du peintre. |
| vers 1897          | Portrait de femme                                                                     |       | | |
| vers 1897          | Un coin de la table du peintre                                                        |       | Musée Giovanni Boldini, Ferrare ; inv. 1376                                                                                | Huile sur bois, 120 x 38,5 cm |
| vers 1897          | Le Fauteuil d'époque régence ou Intérieur avec fauteuil                               |       | Musée Giovanni Boldini, Ferrare                                                                                            | |
| vers 1897          | Portrait du jardinier des Veil-Picard au revers de la boîte de peinture de l'artiste  |       | Musée Giovanni Boldini, Ferrare ; inv. 1391 (portrait) ; inv. 2699 (boîte)                                                 | Huile sur bois, 28 x 40 cm (portrait) |
| 1898               | Portrait de Pauline Hugo avec son fils Jean                                           |       | Collection privée | Huile sur toile, 210,8 x 120,6 cm |
| 1898               | Portrait de l'infante Eulalia d'Espagne                                               |       | Musée Giovanni Boldini, Ferrare; inv. 1363                                                                                 | Sujet : Portrait de l'infante Eulalie de Bourbon (1864-1958) ; entré au musée de Ferrare grâce à la donation d'Emilia Cardona en 1934 ; huile sur toile, 101,5 x 202 cm |
| 1898               | Portrait d'Antonio Starrabba, marquis de Rudini                                       |       | Galerie d'art moderne de Palerme                                                                                           | Sujet : Antonio di Rudinì, homme politique italien ; huile sur toile |
| 1899               | Portrait de la comtesse Speranza                                                      |       | Collection privée | Huile sur toile, 220,7 x 112,1 cm |
| vers 1899          | Intérieur de l'atelier avec le « Portrait du petit Subercaseaux »                     |       | Musée Giovanni Boldini, Ferrare ; inv. 1366                                                                                | Huile sur bois, 35 x 26,5 cm |
| vers 1899          | Le « Cardinal » du Bernin dans la chambre du peintre                                  |       | Musée Giovanni Boldini, Ferrare ; inv. 1374                                                                                | Huile sur toile, 55,5 x 46 cm |
| 1899-1905          | La Pendule Louis XV dans la chambre du peintre                                        |       | Musée Giovanni Boldini, Ferrare ; inv. 1429                                                                                | Aquarelle et gouache sur papier, 54,5 x 37 cm |
| entre 1899 et 1913 | Canal de Venise                                                                       |       | Gallerie di Piazza Scala, Milan                                                                                            | Huile sur bois, 34,7 x 27 cm |
| 1899-1900          | Portrait de Lord Castlereagh                                                          |       | Musée Giovanni Boldini, Ferrare ; inv. 1394                                                                                | Sujet : Robert Stewart (vicomte Castlereagh) ; peinture à l'huile sur toile, 73 x 92 cm. La physionomie élégante et l'air désinvolte de la pose transpirent malgré le fait qu'il s'agit d'une peinture qui est restée au stade d'une définition monochrome rapide et sommaire. |

### Années 1900
| Année          | Titre                                                                                 | Image | Collection                                                                 | Notes |
| -------------- | ------------------------------------------------------------------------------------- | ----- | -------------------------------------------------------------------------- | --- |
| années 1900    | Dame avec chapeau et parapluie                                                        |       | Lugano - Museo d'arte della Svizzera italiana - Collezione Città di Lugano | Signé en bas à droite par l'artiste ; huile sur toile |
| années 1900    | Dans l'atelier de l'artiste                                                           |       |                                                                            | L’authenticité de cette œuvre a été confirmée par le Musée Archives Giovanni Boldini Macchiaioli, Pistoia ; huile sur bois, 17,5 x 27 cm                                    |
| années 1900    | Extase                                                                                |       | Collection privée                                                          | L’authenticité de cette œuvre a été confirmée par le Musée Archives Giovanni Boldini Macchiaioli, Pistoia ; Huile sur panneau, 17,5 x 27 cm                                 |
| 1900           | Paysage avec des arbres                                                               |       |                                                                            | |
| 1900           | Palais à Venise                                                                       |       |                                                                            | |
| 1900           | La Danseuse espagnole                                                                 |       |                                                                            | |
| 1900           | Portrait d’homme dans une église                                                      |       | Collection privée                                                          | Aquarelle |
| 1900           | La Danseuse espagnole (Anita de la Feria)                                             |       | Collection privée                                                          | Sujet : Anita de la Feria ; huile sur toile |
| vers 1900      | Portrait de Mme Torri, danseuse à l'Opéra                                             |       | Musée Carnavalet, Paris ; inv. P.1625                                      | Sujet : Madame Torri, danseuse à l'Opéra de Paris ; huile sur bois, 34,7 x 26,6 cm                                                                                          |
| vers 1900      | Paysage avec chevaux                                                                  |       | Collection privée                                                          | Huile sur bois, 27 x 35 cm |
| vers 1900      | Femme avec un chapeau à plumes                                                        |       |                                                                            | |
| vers 1900      | Anita de La Feria                                                                     |       |                                                                            | |
| vers 1900      | Nu couché sur un lit de jour                                                          |       |                                                                            | |
| 1900–1910      | Portrait de Marthe de Florian                                                         |       | Collection privée                                                          | Redécouvert en 2010 ; huile sur toile, 147 x 114 cm |
| vers 1900–1910 | Marine avec baigneurs                                                                 |       | Musée Giovanni Boldini, Ferrare ; inv. 1453                                | Tempera sur carton, 50 x 45 cm |
| 1901           | Portrait de Lina Cavalieri                                                            |       | Art Institute of Chicago, Chicago                                          | Sujet : Lina Cavalieri (1874–1944 ; soprano italienne) |
| 1901           | Portrait de Lina Cavalieri                                                            |       |                                                                            | Sujet : Lina Cavalieri (1874–1944 ; soprano italienne) |
| 1901           | Portrait de la comtesse Béatrice de Byland                                            |       | Frugone collection, Gênes                                                  | Sujet : Portrait de Beatrice Susanne Henriette van Bylandt ; signature et date en bas à droite                                                                              |
| 1901           | Portrait de Sem                                                                       |       | Collection privée                                                          | Sujet : Georges Gourçat dit Sem ; huile sur toile ; 46,5 x 55,5 cm |
| 1901           | Cléo de Mérode                                                                        |       | Collection privée                                                          | Sujet : Cléo de Mérode ; huile sur toile ; 97,8 x 88,9 cm |
| 1901           | Portrait d'Emiliana Concha de Ossa                                                    |       |                                                                            | |
| 1901           | Le Page                                                                               |       | Galerie d'art moderne, Gênes                                               | Huile sur toile |
| 1901           | Dindes                                                                                |       |                                                                            | |
| vers 1901      | Femme en noir sur un divan ou Portrait de Madame R. L.                                |       | Musée des Arts décoratifs, Paris ; inv. 45425                              | Huile sur toile, 60,5 x 46,5 cm |
| vers 1901      | Femme aux gants                                                                       |       | Galerie d'art moderne de Palerme                                           | Acquis lors de la Biennale de Venise 1932 ; huile sur toile |
| 1902           | Portrait de Lawrence Alexander « Peter » Harrison                                     |       | Collection privée                                                          | Huile sur toile, 126 x 101 cm |
| 1902           | Portrait de Anna Elisabeth Hansen                                                     |       |                                                                            | |
| 1902           | Portrait de Georges Goursat, dit Sem                                                  |       | Musée des Arts décoratifs, Paris ; inv. 37353                              | Huile sur toile, 91,5 x 73 cm |
| 1902-1905      | Dame portant un bonnet de paille ou Promenade du matin                                |       | Musée d'art de São Paulo                                                   | Huile sur bois, 34 x 26 cm |
| 1903           | Portrait de Lady Phillips                                                             |       | Hugh Lane Municipal Gallery, Dublin                                        | Sujet : Dorothea Sarah Florence Alexandra (1863–1940) |
| 1903           | Portrait de Miss Bell                                                                 |       | Musée de Nervi, Gênes ; inv. GAM 1524                                      | Huile sur toile, 205 x 101 cm |
| 1903           | Portrait de Lady Nanne Schrader                                                       |       |                                                                            | Sujet : Lady Nanne Schrader (née Wiborg) |
| 1903           | Portrait de Mme Eugène Schneider avec son fils Charles                                |       | Collection privée                                                          | Signé et daté 1903 ; huile sur toile, 218 x 118 cm |
| 1903-1904      | L'Américaine                                                                          |       | Galerie d'art moderne de Milan                                             | |
| 1904           | Portrait de femme (Sarah Bernhardt ?)                                                 |       |                                                                            | Sujet : Sarah Bernhardt (1844–1923 ; actrice française) |
| 1904           | Portrait de madame X., avec un collier de perles                                      |       |                                                                            | |
| 1904           | Portrait de Celia Tobin Clark                                                         |       |                                                                            | |
| 1904           | Portrait de la princesse d'Isenburg Birstein                                          |       |                                                                            | |
| 1904           | Portrait d'une dame                                                                   |       |                                                                            | |
| 1904           | La Robe de bal                                                                        |       |                                                                            | |
| 1904           | La Princesse Radziwill avec un ruban rouge au cou                                     |       |                                                                            | Sujet : Katarzyna Radziwiłłowa (1858–1941; princesse polonaise) |
| vers 1904      | Portrait de Madame Margyl                                                             |       | Musée Baron-Martin, Gray, dépôt du Musée d'Orsay, Paris ; inv. LUX 737     | Sujet : Madame Margyl ; huile sur bois, 35 x 27 cm |
| 1904-1905      | Femme assise ou La Conversation                                                       |       | Musée d'Art de São Paulo                                                   | Huile sur bois, 42 x 25 cm |
| avant 1905     | Portrait d'Henry Poidatz                                                              |       |                                                                            | Sujet : Henry Poidatz (1854-1905) |
| 1905           | Portrait d'Elizabeth Wharton Drexel                                                   |       | Preservation Society of Newport County, Newport (Rhode Island)             | Sujet : Elizabeth Wharton Drexel (1868–1944; actrice américaine) ; huile sur toile                                                                                          |
| 1905           | La Ceinture noire                                                                     |       | Collection privée                                                          | Sujet : Ava Lister, baronne Ribblesdale ; huile sur toile |
| 1905           | Danseuse espagnole du Moulin-Rouge                                                    |       |                                                                            | Huile sur toile |
| 1905           | Le Voile                                                                              |       |                                                                            | |
| 1905           | Portrait de la comtesse Zichy                                                         |       |                                                                            | Sujet : Comtesse Zichy ; huile sur toile |
| 1905           | Portrait de Mrs. Graham Fair Vanderbilt (née Virginia Graham Fair)                    |       | Musée des Beaux-Arts de San Francisco                                      | Sujet : Mrs. Graham Fair Vanderbilt (née Virginia Graham Fair) |
| 1905           | Pendant la Promenade                                                                  |       |                                                                            | |
| 1905           | Paysage avec des arbres nus                                                           |       | Musée Giovanni Boldini, Ferrare ; inv. 1454                                | Aquarelle sur carton, 40 x 40 cm |
| 1905           | Cheval et calèche                                                                     |       |                                                                            | Aquarelle |
| 1905           | Bateaux amarrés                                                                       |       |                                                                            | Signé et daté en bas à droite ; aquarelle sur papier, 25 x 34,9 cm |
| 1905           | Paysage d'automne avec des arbres                                                     |       |                                                                            | Signé et daté en bas à droite ; aquarelle sur papier, 28,5 x 24,9 cm |
| 1905           | Un coin d’atelier avec le buste de Léopold de Médicis du Bernin (sic.)                |       |                                                                            | Sujet : buste de Léopold de Médicis du Bernin |
| 1905           | Portrait de Marthe Régnier                                                            |       | Localisation non connue                                                    | Sujet : Marthe Régnier, actrice et chanteuse ; signé et daté en bas à droite ; huile sur toile, 231,1 x 120,7 cm                                                            |
| 1905           | La Divine en bleu                                                                     |       | Collection privée                                                          | |
| 1905           | Portrait d'Henry Gauthier-Villars, dit Willy                                          |       | Collection privée                                                          | Sujet : Willy (écrivain) (1859–1931 ; écrivain français) ; huile sur toile, 130,5 x 97,8 cm                                                                                 |
| vers 1905      | Le Melon                                                                              |       | Musée d'Orsay, Paris ; inv. RF 1977-58 ; legs de Carle Dreyfus             | Huile sur toile, 36,5 x 60 cm |
| vers 1905      | Figure d’une dame couchée                                                             |       |                                                                            | |
| vers 1905      | Le Cocher                                                                             |       |                                                                            | Désignation au verso d'Enrico Piceni « opera autentica e caratteristica del miglior Boldini » et timbre de la Mondial Gallery, Milan ; huile sur bois, 27,5 x 35 cm         |
| vers 1905-1910 | L'Orchestre                                                                           |       |                                                                            | |
| avant 1906     | Portrait d'Alfred Beit                                                                |       |                                                                            | Sujet : Alfred Beit (1853-1906) ; huile sur toile |
| 1906           | Portrait d'Ethel Mary Crocker                                                         |       |                                                                            | Sujet : Ethel Mary Crocker (1891-1964 ; fille de Mrs. William H. Crocker; plus tard comtesse de Limur)                                                                      |
| 1906           | Mains d'une femme en train de coudre                                                  |       |                                                                            | Huile sur bois, 27 x 35 cm |
| 1906           | Arbres dans le bois de Boulogne                                                       |       |                                                                            | Sujet : bois de Boulogne |
| 1906           | Les Deux enfants                                                                      |       |                                                                            | |
| 1906           | Portrait of Ruggiero Leoncavallo, 1858-1919                                           |       | Minneapolis Institute of Art ; inv. 74.3                                   | Sujet : Ruggero Leoncavallo, compositeur italien ; huile sur toile |
| 1906           | Femme avec un décolleté                                                               |       |                                                                            | |
| 1906           | Portrait de Mrs. Howard-Johnston                                                      |       | Collection privée, Larry Ellison                                           | Sujet : Madame Howard-Johnston ; huile sur toile, 230,5 x 120 cm |
| 1906           | Consuelo Vanderbilt, duchesse de Marlborough, et son fils Lord Ivor Spencer-Churchill |       | Metropolitan Museum of Art, New York                                       | Sujets : Consuelo Vanderbilt (1876–1964), Lord Ivor Spencer-Churchill (1898–1956) ; huile sur toile, 221,6 x 170,2 cm                                                       |
| 1906           | Portrait (atelier)                                                                    |       |                                                                            | |
| 1906           | Banlieue de Paris                                                                     |       |                                                                            | |
| 1906           | Roses dans un vase de Saxe                                                            |       | Musée Giovanni Boldini, Ferrare                                            | |
| vers 1906-1910 | Dame à l'étole en fourrure foncée                                                     |       | Bottega d'Arte, Montecatini Terme - Forte dei Marmi                        | Huile sur toile |
| vers 1906-1909 | Venise                                                                                |       | Musée d'Orsay, Paris ; inv. RF 1977 59 ; legs de Carle Dreyfus, 1953       | Huile sur contreplaqué, 27 x 34,5 cm |
| 1907           | Portrait de Mlle Lantelme                                                             |       | Galerie nationale d'art moderne et contemporaine, Rome ; inv. 1165         | Huile sur toile, 231 x 121 cm |
| 1907           | Portrait de Mme X.                                                                    |       | California Palace of the Legion of Honor                                   | Huile sur bois |
| vers 1907      | Venise                                                                                |       | Collection privée                                                          | Huile sur toile, 65.5 x 46.5 cm |
| 1907           | La Route                                                                              |       |                                                                            | Signé en bas à gauche et numéroté 8 ; aquarelle et gouache avec des traces de charbon de bois sur papier lourd, 49,8 x 44,7 cm. Sujet analogue à Le chemin du pin solitaire |
| 1907           | Le chemin du pin solitaire                                                            |       | Musée Giovanni Boldini, Ferrare ; inv. 1384                                | Huile sur toile, 95,5 x 115,5 cm. Sujet analogue à La Route |
| 1907           | Rose                                                                                  |       | Musée Giovanni Boldini, Ferrare ; inv. 1411                                | Aquarelle sur carton, 40 x 40 cm. |
| vers 1907      | Pommes Calville                                                                       |       | Musée Giovanni Boldini, Ferrare ; inv. 1387                                | Huile sur carton, 50 x 59 cm |
| vers 1907      | L'Autel de l'église des Gesuati à Venise                                              |       | Collection privée                                                          | Huile sur bois, 26,5 x 34 cm |
| 1908           | La Marquise Luisa Casati avec un lévrier                                              |       | Collection privée                                                          | Sujet : Luisa Casati (1881–1957; collectionneuse d'art italienne) ; daté et signé ; huile sur toile, 253,4 x 140,4 cm                                                       |
| 1908           | Portrait de Mademoiselle de Nimidoff                                                  |       |                                                                            | Sujet : portrait de la chanteuse d'opéra Vera Nimidoff |
| 1908           | Après l'orage                                                                         |       | Musée Giovanni Boldini, Ferrare ; inv. 1417                                | Entré au musée de Ferrare après avoir été acheté par Emilia Cardona en 1974. Aquarelle sur carton, 45 x 45 cm                                                               |
| 1908           | Portrait de Mme Whitney Warren                                                        |       | Musée des Beaux-Arts de San Francisco inv 1988.10.8                        | |
| 1909           | Nymphes au clair de lune                                                              |       | Musée Giovanni Boldini, Ferrare ; inv. 1382                                | Huile sur toile, 78,5 x 140,5 cm |
| 1909           | Le Peintre Vincenzo Cabianca                                                          |       |                                                                            | Sujet : Vincenzo Cabianca |
| 1909           | Portrait de Diaz Albertini                                                            |       |                                                                            | Sujet : |
| vers 1909      | La Promenade au bois                                                                  |       | Musée Giovanni Boldini, Ferrare ; inv. 1370                                | Huile sur toile, 228 x 118 cm |
| vers 1909      | Marine à Venise                                                                       |       | Musée Giovanni Boldini, Ferrare ; inv. 1389                                | Huile sur bois, 34 x 26,5 cm |
| vers 1909      | Étude de bras et fleurs                                                               |       | Musée Giovanni Boldini, Ferrare ; inv. 1383                                | Huile sur toile, 97,5 x 130,5 cm |

### Années 1910
| Année           | Titre                                                                 | Image         | Collection                                                                     | Notes |
| --------------- | --------------------------------------------------------------------- | ------------- | ------------------------------------------------------------------------------ | --- |
| 1910            | Portrait d'Alaide Banti à la cheminée                                 |               | Collection privée                                                              | Sujet : |
| 1910            | Portrait d'une dame assise                                            |               | Collection privée                                                              | Sujet : |
| 1910            | Portrait de la princesse Cécile Murat, Ney d'Elchingen                |               | Collection privée                                                              | Sujet : Princesse Cécile Murat Ney d'Elchingen (épouse de Gioacchino V prince Murat) ; signé : Boldini / 1910 ; huile sur toile, 239 x 130 cm                                             |
| 1910            | Portrait de la princesse Marie Radziwiłł                              |               |                                                                                | |
| 1910            | Costantino dans le rôle d'Ernani                                      |               |                                                                                | |
| 1910            | Paysage rose                                                          |               |                                                                                | |
| 1910            | Portrait de Josefina Errazuriz Alvear avec son chat                   |               |                                                                                | |
| 1910            | Ibis du palais Rose au Vésinet                                        |               |                                                                                | |
| 1910            | La Fontaine de Neptune à Bologne                                      |               |                                                                                | Sujet : Fontaine de Neptune (Bologne) |
| 1910            | Mademoiselle Laure                                                    |               |                                                                                | |
| 1910            | Projet de décoration pour un plafond                                  |               |                                                                                | |
| 1910            | Portrait de Madame Eugène Doyen                                       |               |                                                                                | Sujet : Madame Eugène Doyen ; signé et daté 'Boldini 1910' en bas à gauche ; inscription 'Mme Doyen' (à l'envers) ; huile sur toile, 224 x 112,4 cm                                       |
| vers 1910       | L'Actrice Jane Renouardt                                              |               | Collection privée                                                              | Sujet : Jane Renouardt, actrice française ; huile sur bois, 35 x 27 cm |
| vers 1910       | Pensées                                                               |               | Collection privée                                                              | Huile sur toile , 46 x 66 cm |
| vers 1910       | L'Église russe de la rue Daru                                         |               | Collection privée, ancienne collection du duché de Gramont                     | Huile sur toile , 18 x 40 cm |
| vers 1910       | Portrait d'un pianiste dans l'atelier du peintre                      |               | Collection privée                                                              | Huile sur bois, 35 x 27 cm |
| vers 1910       | Portrait avec chevalet (Paul Helleu ?)                                |               | Collection privée                                                              | Huile sur bois, 35 x 26 cm |
| vers 1910       | Nu saccadé                                                            |               | Musée Giovanni Boldoni, Ferrare ; inv. 1380                                    | A appartenu à la collection privée de Boldini, puis à celle des héritiers, jusqu'à la donation de la veuve Cardona à la municipalité de Ferrare en 1974. Huile sur bois, 26,5 x 34,5 cm   |
| vers 1910       | Portrait de William Kissam Vanderbilt (1878–1944)                     |               |                                                                                | Sujet : William Kissam Vanderbilt II |
| 1910–1914       | Canal à Venise avec des gondoles                                      |               | Fondation Cariplo                                                              | Venise ; huile sur panneau |
| 1911            | Portrait de la princesse Marthe-Lucile Bibesco                        |               | Collection privée                                                              | Sujet : Marthe Bibesco (1886–1973 ; écrivaine et poétesse roumaine) ; huile sur toile, 183 x 120 cm                                                                                       |
| 1911            | Portrait de Edith Stuyvesant Dresser Vanderbilt (1873-1958)           |               |                                                                                | |
| 1911            | Portrait d'Olympe Hériot en maître de chasse                          |               | Musée de la vénerie de Senlis                                                  | Sujet : Olympe Hériot |
| 1911            | Portrait de Rita de Acosta Lydig assise                               |               | Collection de Mr and Mrs James Coleman, M.S. Rau Antiques, La Nouvelle-Orléans | Sujet : Rita de Acosta Lydig (1875–1929) ; huile sur toile, 180,4 x 109,9 cm |
| 1911            | Autoportrait à soixante-neuf ans                                      |               | Musée Giovanni Boldini, Ferrare ; inv. 1378                                    | Sujet : Giovanni Boldini ; huile sur toile, 105 x 97 cm |
| 1911            | En soirée                                                             |               | Collection privée                                                              | Huile sur toile, 60 x 73,5 cm |
| vers 1911       | Les Faisans                                                           |               | Musée Giovanni Boldini, Ferrare ; inv. 1388                                    | Huile sur toile, 73,5 x 92,5 cm |
| 1911-1913       | La Marquise Luisa Casati avec des plumes de paon                      |               | Galerie nationale d'Art moderne et contemporain, Rome ; inv. 5105              | Sujet : Luisa Casati (1881–1957 ; collectionneuse d'art italienne) ; huile sur toile 130 x 176 cm                                                                                         |
| vers 1911- 1913 | Portrait de Mrs. Peter Cooper Hewitt                                  |               | Rhode Island School of Design Museum, Providence (Rhode Island) ; inv 57.044   | Sujet : Mme Peter Cooper Hewitt, ingénieur américain ; huile sur toile, 100 x 73,3 cm |
| 1912            | La Dame de Biarritz ou Mademoiselle de Gillespie                      |               | Collection privée                                                              | Huile sur toile |
| 1912            | Portrait de femme                                                     |               | Brooklyn Museum, New York, inv 41.876                                          | Don anonyme ; signature et date en bas à droite : Boldini 1912 , huile sur toile, 231,1 x 121,3 cm                                                                                        |
| 1912            | Portrait de femme                                                     |               |                                                                                | |
| 1912            | Femme en jaune                                                        |               |                                                                                | |
| 1912            | Ballots de chiffons                                                   |               | Collection privée                                                              | |
| 1912            | Portrait d'une femme                                                  |               |                                                                                | |
| 1912            | Portrait de Mme Franca Florio                                         |               |                                                                                | Sujet : Franca Florio |
| 1912            | Portrait de Madame Juillard en rouge                                  |               |                                                                                | Huile sur toile, 180 x 94 cm |
| 1912            | Portrait de Madame Pages en robe du soir                              |               |                                                                                | Huile sur toile, 220 x 120 cm |
| 1912            | Portrait de Mme Matias de Errázuriz Ortuzar                           |               | Collection particulière                                                        | Huile sur toile, 153 x 98,5 cm |
| 1912            | L'intérieur de l'église Saint-Séverin                                 |               | Collection Étienne Bréton                                                      | Huile sur toile, 14,5 x 30,5 cm |
| 1912            | Jeune Femme avec une fleur                                            |               | Galerie d'art moderne de Milan                                                 | |
| vers 1912       | Tête de jeune femme brune sur fond rose ou Portrait de Lina Cavalieri |               | Collection privée                                                              | Sujet : Lina Cavalieri ; huile sur toile, 58 x 38 cm |
| vers 1912       | Buste de jeune femme couchée                                          |               |                                                                                | |
| vers 1912       | Femme devant le feu                                                   |               |                                                                                | |
| vers 1912       | Portrait de Mademoiselle Le Roy                                       |               |                                                                                | |
| vers 1912       | Buste de jeune femme avec un ruban blanc dans les cheveux             |               |                                                                                | |
| 1913            | L'Église de Paese                                                     |               |                                                                                | Sujet : église de Paese |
| 1913            | Muriel et Consuelo Vanderbilt                                         |               | San Francisco De Young Museum, San Francisco, inv 67.31.2                      | Sujets : Muriel Vanderbilt et Consuelo Vanderbilt ; huile sur toile |
| 1913            | Portrait de dame avec deux chiens pékinois (Lina Bilitis)             |               | Collection privée                                                              | Sujet : Lina Bilitis ; huile sur toile |
| 1913            | Madame Michelham                                                      |               | Collection privée                                                              | Sujet : Madame Michelham ; huile sur toile, 166 x 112,5 cm |
| 1914            | Élégante à la robe bleue                                              |               | Fondation Bemberg Toulouse                                                     | Huile sur toile , 72 x 51 cm |
| 1914            | Portrait de Madame Juana Edwards Gandarillas                          |               |                                                                                | |
| 1914            | Femme lisant au lit                                                   |               |                                                                                | |
| vers 1914       | La Princesse Anatasia                                                 |               |                                                                                | Sujet : Mme Leeds, la princesse Anastasia de Grèce (et du Danemark), 1914 |
| 1915            | Portrait de Josefina Alvear de Errázuriz                              |               | Collezione Mainetti, Rome                                                      | Sujet : Josefina Alvear de Errázuriz ; huile sur toile, 80 x 60 cm |
| vers 1915-1916  | Paysage avec un pin maritime                                          |               | Musée Giovanni Boldini, Ferrare ; inv. 1390                                    | Huile sur toile, 34,5 x 26,5 cm. La vision, réduite au minimum, restitue le mouvement du vent et la surprise de l'instant capté grâce à la magistrale vibration chromatique et lumineuse. |
| 1916            | La Dame en rose ou Portrait d'Olivia de Subercaseaux Concha           |               | Musée Giovanni Boldini, Ferrare ; inv. 1386                                    | Sujet : Olivia de Subercaseaux Concha ; huile sur toile, 163 x 113 cm |
| 1916            | Portrait de Gladys Deacon                                             | Gladys Deacon | Heritage Foundation, Woodstock, palais de Blenheim ; inv. 690777               | Sujet : Gladys Marie Deacon ; huile sur toile, 84,5 x 59,5 cm |
| 1916            | Femme à la robe rouge                                                 |               |                                                                                | |
| vers 1916       | Un coin de l'atelier avec un manteau rouge                            |               | Musée Giovanni Boldini, Ferrare ; inv. 1456                                    | Aquarelle sur carton, 30 x 46 cm |
| vers 1916       | Manteau rouge sur une bergère                                         |               | Musée Giovanni Boldini, Ferrare ; inv. 1455                                    | Aquarelle sur papier cartonné, 45,5 x 30,5 cm |
| 1918            | Jeune fille regardant dans le miroir                                  |               | Museoarchives Giovanni Boldini Macchiaioli, Pistoi                             | Aquarelle sur papier cartonné |
| 1919            | Buste de Jody                                                         |               |                                                                                | |

### Années 1920 et 1930
| Année          | Titre                                            | Image | Collection                                       | Notes |
| -------------- | ------------------------------------------------ | ----- | ------------------------------------------------ | --- |
| 1920           | Portrait de femme                                |       |                                                  | |
| 1920           | Scène galante                                    |       |                                                  | |
| 1921           | Portrait de Donna Franca Florio                  |       |                                                  | Sujet : Franca Florio |
| 1921           | Portrait de femme                                |       |                                                  | |
| 1922           | Portrait du comte Carlo Sforza                   |       |                                                  | Sujet : Carlo Sforza |
| 1922           | Mme Edwards avec les quatre enfants et la nounou |       |                                                  | Exposé au Salon de Paris de 1922 |
| vers 1922      | Croquis pour Mme Edwards avec ses quatre enfants |       | Musée Boldini, Ferrare ; inv. 1395               | Huile sur toile, 41 x 32,5 cm |
| vers 1922-1924 | Portrait de la marquise Carla Vitelleschi        |       |                                                  | |
| 1924           | Portrait de Madame Franca Florio                 |       | Villa Igiea, Palerme                             | Sujet : Franca Florio (1873–1950; aristocrate italienne, baronesse Franca Florio Jacona de San Giuliano ) ; huile sur toile, 221 x 119,4 cm                                                                                               |
| 1924           | Portrait de la marquise de Pinar del Río         |       | Musée national des Beaux-Arts (Cuba) ; inv 01-23 | Huile sur toile, 200,5 x 128,5 cm |
| 1924           | Femme avec un lévrier noir                       |       |                                                  | |
| 1924           | Anges                                            |       |                                                  | Huile sur toile |
| 1925           | Paris de nuit                                    |       |                                                  | |
| vers 1925      | Portrait de Suzy                                 |       |                                                  | |
| 1927-1928      | Portrait d'Emilia Cardona                        |       | Musée Giovanni Boldini, Ferrare ; inv. 1397      | Sujet : Emilia Cardona, épouse de l'artiste ; huile sur toile, 56,5 x 40 cm |
| vers 1925      | Portrait de Mrs. Corbitt                         |       |                                                  | |
| 1929           | Le Rideau rouge                                  |       |                                                  | |
| vers 1929      | Portrait de la comtesse Saffo Zuccoli            |       | Musée Giovanni Boldini, Ferrare ; inv. 1398      | Sujet : épouse du comte Luciano Zùccoli, ami du peintre ; entré dans les collections en 1979 par acquisition des héritiers Cardona en échange de l'aménagement de la tombe des Boldini au cimetière Certosa ; huile sur toile, 50 x 61 cm |
| 1930           | Nu couché                                        |       |                                                  | Le modèle pourrait être Luisa Casati, modèle italien ; 55,3 x 74 cm |
| 1931           | Symphonie en gris                                |       |                                                  | |
| 1931           | Dame allongée                                    |       |                                                  | Nom de l'artiste en caractères gras en haut à droite ; aquarelle et gouache au crayon sur papier, 23 x 33 cm |

## Œuvres non datées: peintures, aquarelle et pastels
| An | Titre                                          | Image | Musée/collection                                        | Notes |
| -- | ---------------------------------------------- | ----- | ------------------------------------------------------- | --- |
|    | Le connaisseur d'art                           |       | Collection privée                                       | Huile sur panneau |
|    | Promenade dans le parc de Capodimonte à Naples |       |                                                         | |
|    | A Aix-les-Bains                                |       |                                                         | Sujet : scène à Aix-les-Bains |
|    | Le Facteur                                     |       |                                                         | |
|    | L'Allee des rois à Versailles                  |       |                                                         | |
|    | Portrait d'Emilia Cardona                      |       |                                                         | |
|    | Le Voile noir                                  |       |                                                         | |
|    | Le Forum à Rome                                |       |                                                         | Sujet : Forum Romain (Rome) |
|    | Madame Stanford White                          |       |                                                         | |
|    | Intérieur d’église avec vue d’orgue            |       |                                                         | |
|    | Vase de roses                                  |       |                                                         | |
|    | Une Ballerine                                  |       |                                                         | |
|    | Nature morte avec moutardier et cruche         |       |                                                         | |
|    | Sonate à quatre mains                          |       |                                                         | |
|    | Leçon de piano                                 |       |                                                         | |
|    | Les Fortifications en hiver                    |       |                                                         | |
|    | La Zingara                                     |       |                                                         | |
|    | Tête de femme sur fond rouge                   |       |                                                         | |
|    | Le Pianiste                                    |       |                                                         | Huile sur bois, 35,8 x 27,5 cm                                                                                                   |
|    | Portrait du comte de Rasty                     |       |                                                         | |
|    | Portrait de Madame Josephina a de Errazuriz    |       |                                                         | |
|    | Figure de mère                                 |       | Musée national des Beaux-Arts (Argentine), Buenos Aires | Aquarelle, 36 x 24 cm |
|    | Jeune femme de profil                          |       |                                                         | Huile sur bois, 55,9 x 40 cm |
|    | Portrait de la comtesse G Tempestini           |       |                                                         | |
|    | Portrait de Madame Marie-Louise Herouet        |       |                                                         | |
|    | Portrait de la marquise del Grillo             |       |                                                         | |
|    | Jeune femme entrant dans son bain              |       |                                                         | |
|    | Femme nue inclinée sur des coussins jaunes     |       |                                                         | |
|    | Nu                                             |       |                                                         | |
|    | Arbres dans le bois de Boulogne                |       |                                                         | Numéroté au recto en haut à droite : 7047 ; aquarelle sur carton rehaussée de gouache avec des traces de charbon, 53,9 x 37,1 cm |
|    | Intérieur avec commode Louis XV                |       |                                                         | Aquarelle rehaussée de gouache numérotée en haut à droite : 7047 ; 53,9 x 37,1 cm                                                |
|    | Statue en bronze de Louis XIV                  |       |                                                         | Sujet : statue équestre en bronze de Louis XIV ; aquarelle sur papier signée des initiales en bas à droite ; 39,6 x 39,6 cm      |
|    | Le Dernier regard dans le miroir               |       |                                                         | |
|    | Roses d'été                                    |       |                                                         | |
|    | Chevaux et cavaliers                           |       |                                                         | |
|    | La Beauté devant le miroir                     |       |                                                         | |
|    | Le modèle de l'artiste Montecatini             |       |                                                         | |
|    | La Plume rouge                                 | \|    |                                                         | |
|    | Elégante avec un chien                         |       |                                                         | |
|    | Profil de femme                                |       |                                                         | |
|    | Danseuse en mauve                              |       |                                                         | |
|    | Gondoles devant la place Saint-Marc            |       |                                                         | Huile sur toile, 61,5 x 48 cm |
|    | Dame au chat                                   |       | Collection privée                                       | Aquarelle |
|    | Au piano                                       |       |                                                         | |
|    | La femme en rouge                              |       |                                                         | |
|    | Nature morte aux roses                         |       |                                                         | |
|    | Alaide en robe blanche                         |       |                                                         | |
|    | Portrait de Giovanni Fattori                   |       | Pinacothèque de Faenza, inv. 560                        | Attribution du donateur ; peinture à l'huile sur toile, 33 x 48 cm                                                               |
|    | Le Resegone dans le Brianza                    |       | Pinacothèque de Faenza, inv. 562                        | Sujet : mont Resegone dans le Brianza ; Attribution du donateur ; peinture à l'huile sur toile, 46 x 26 cm                       |
|    | Réunion de famille                             |       | Pinacothèque de Faenza, inv. 319                        | Peinture à l'huile sur toile, 23 x 10cm                                                                                          |

## Œuvres datées: arts graphiques
| An             | Titre                                                              | Image | Musée/collection                                                         | Notes |
| -------------- | ------------------------------------------------------------------ | ----- | ------------------------------------------------------------------------ | --- |
| 1875           | Bateau échoué sur la berge et quelques silhouettes au premier plan |       | Musée d'Orsay, Paris, conservé au Musée du Louvre ; inv. RF 39195, Verso | Mine de plomb, 9 x 13,9 cm |
| vers 1880      | Vincent Gemito (1852-1929) dessinant                               |       | Musée d'Orsay, Paris, conservé au Musée du Louvre ; inv. RF 39197, Recto | Mine graphite, 8,9 x 13,8 cm |
| vers 1880      | Portrait d'Edgar Degas (?)                                         |       |                                                                          | En bas à gauche juste en dessous de l’inscription au crayon numéro et signature avec les initiales d’Emilia Cardona Boldini, veuve de l’artiste ; précédemment indiqué dans le catalogue de Prandi comme Homme à barbe (Giuseppe De Nittis?) ; pointe sèche sur papier, 278 x 198 cm |
| vers 1880-1890 | Portrait de Paul Helleu en pied dans l'atelier                     |       | Musée Giovanni Boldini, Ferrare ; inv. 2667                              | Vernis mou, eau-forte sur papier de Chine, 54,3 x 39,9 cm |
| 1882           | Portrait de madame de Bouligny                                     |       |                                                                          | |
| 1883           | Fameux connaisseur                                                 |       | Metropolitan Museum of Art, New-York ; inv. 1975.1.278                   | crayon sur papier graphique, 16 x 11 cm |
| 1884           | Autoportrait                                                       |       | Metropolitan Museum of Art, New-York ; inv. 60.65                        | Don de Mrs. Edward C. Moën, 1960 ; stylo et encre brune, 16,2 x 11,3cm |
| vers 1885      | Spectateurs dans un théâtre parisien I                             |       | Art Institute of Chicago                                                 | |
| vers 1885      | Spectateurs dans un théâtre parisien II                            |       | Art Institute of Chicago                                                 | |
| Vers 1885      | Portrait d'Adolf von Menzel                                        |       |                                                                          | |
| vers 1885      | Portrait d'Edgar Degas                                             |       | Musée Giovanni Boldini, Ferrare ; inv. 2467                              | Fusain sur toile, 60,5 x 46 cm |
| vers 1890-1900 | La Chemise du tailleur                                             |       | Musée Giovanni Boldini, Ferrare ; inv. 1510                              | Crayon et sanguine, 23,5 x 41,5 cm |
| 1897           | Whistler endormi                                                   |       | Metropolitan Museum of Art, New York                                     | Sujet : James Abbott McNeill Whistler ; pointe sèche |
| 1897           | Taxi Hansom                                                        |       | Metropolitan Museum of Art, New York ; inv. 1998.229                     | Don de Mme Gardner Cassatt, par échange, 1998 ; craie noire sur papier, 17,5 x 21,9cm |
| 1900           | Intérieur de l'atelier avec un piano et un buste du Bernin         |       | Musée Giovanni Boldini, Ferrare ; inv. 2438                              | Crayon, crayon gras et sanguine sur papier, 40,5 x 31 cm |
| vers 1900      | Portrait de Mlle Lanterme                                          |       |                                                                          | |
| vers 1900      | Élégante au chien                                                  |       |                                                                          | |
| vers 1900      | Portrait de Dora de Rudinì Labouchère                              |       |                                                                          | |
| 1901           | Femme assise de profil                                             |       | Collection privée, Ferrare                                               | Crayon gras sur papier, 35,5 x 25,7 cm |
| 1901           | Femme assise dans l'atelier                                        |       | Collection privée                                                        | Crayon gras sur papier, 35,5 x 25,5 cm |
| vers 1902      | Portrait de la comtesse d'Orsay                                    |       |                                                                          | Sujet : Francesca Notarbartolo De Villarosa Conmtesse d’Orsay (Palerme 1873 – Florence 1938) ; embout sec original sur cuivre, plaque 27,8 x 20,3 cm, feuille mm 50 x 32,5 cm |
| vers 1904      | Portrait du Marquis de Biron                                       |       | Metropolitan Museum of Art, New-York ; inv. 1979.183                     | Don de Mr. et Mrs. David T. Schiff, 1979 ; craie noire, 43,1 x 26,4 cm, bordure supérieure arquée |
| 1905-1911      | La « Divine » et sa mère                                           |       | Musée Giovanni Boldini, Ferrare ; inv. 2439                              | Papier / fusain / crayon gras, 39,5 x 50,3 cm. Au cours de sa carrière, Boldini a rencontré une femme au charisme et au charme forts, la « Divine » qui lui aurait inspiré certaines de ses peintures et dessins. Écrivant à l'une de ses célèbres clientes, la marquise Casati, en octobre 1909, l'artiste rapporte avec émotion la visite imminente de Ninie, « la « Divine » de service à ce moment-là », qui « était — presque certainement — Eugénie Legrip, avec qui Boldini avait passé l'été à Forges-les-Eaux, comme on peut le déduire de quelques lettres des Archives Bardi » (Dini et Dini, II, p. 187 note 4). |
| vers 1905      | Portrait de femme                                                  |       | Metropolitan Museum of Art, New-York ; inv. 1975.1.277                   | crayon sur papier, 19,4 x 12 cm |
| 1908           | Rodolphe Kann d'après Boldini                                      |       |                                                                          | Impression héliographique d'après une peinture de 1902, Paris, Imprimerie Wittmann |
| 1908           | Portrait d'Arlette Dorgère (?) chez Maxim's le 16 avril 1908       |       | Musée Carnavalet, Paris ; inv. D.9554                                    | Mine de plomb, 32 x 25 cm |
| 1910-1915      | Profil d'une femme brune                                           |       | Musée Giovanni Boldini, Ferrare ; inv. 1535                              | Crayon gras sur carton, 40 x 40 cm. Il existe un brouillon plus substantiel dans la dernière phase de l'activité de Boldini. |
| 1910-1915      | Profil d'une femme brune                                           |       | Musée Giovanni Boldini, Ferrare ; inv. 1536                              | Papier buvard / fusain, 32,9 x 50 cm. |

## Œuvres non datées: arts graphiques
| An | Titre                                                                       | Image | Le recueil                                                               | Noter                                                                                                |
| -- | --------------------------------------------------------------------------- | ----- | ------------------------------------------------------------------------ | --- |
|    | Table dans l'atelier de l'artiste                                           |       | Musée Giovanni Boldini, Ferrare (Doria 707)                              | Crayon sur papier, 40,1 x 26,5 cm                                                                    |
|    | Portrait de femme                                                           |       |                                                                          | Signé et dedicacé Mademoiselle Groult en bas à droite ; crayon sur papier, 31,2 x 23,6 cm            |
|    | La Servante                                                                 |       |                                                                          | |
|    | Croquis d'un fiacre                                                         |       | Musée d'Orsay, Paris, conservé au Musée du Louvre ; inv. RF 39198, Verso | Graphite, 9 x 13,9 cm                                                                                |
|    | Jeune femme coiffée d'un très grand chapeau orné de plumes                  |       | Musée d'Orsay, Paris, conservé au Musée du Louvre ; inv. RF 39190, Recto | Aquarelle, 31,3 x 34,2 cm                                                                            |
|    | Silhouette féminine derrière un pommier portant quelques fruits             |       | Musée d'Orsay, Paris, conservé au Musée du Louvre ; inv. RF 39194, Recto | Aquarelle, 35,4 x 25,4 cm                                                                            |
|    | Personnages dans une église, regardant vers le haut                         |       | Musée d'Orsay, Paris, conservé au Musée du Louvre ; inv. RF 39189, Recto | Aquarelle, rehauts de blanc, 35,4 x 25,3 cm                                                          |
|    | Ornement de cadre                                                           |       | Musée d'Orsay, Paris, conservé au Musée du Louvre ; inv. RF 39191, Verso | Mine de plomb                                                                                        |
|    | Jeune femme coiffée d'un chapeau rouge tenant un sac rouge                  |       | Musée d'Orsay, Paris, conservé au Musée du Louvre ; inv. RF 39193, Recto | Aquarelle, crayon noir, 34,7 x 24,9 cm                                                               |
|    | Jeune femme assise dans un intérieur près d'une liseuse                     |       | Musée d'Orsay, Paris, conservé au Musée du Louvre ; inv. RF 39188, Recto | Fusain, estompe, 47,5 x 31,2 cm                                                                      |
|    | Intérieur de café avec un homme assis à droite et plusieurs serveurs        |       | Musée d'Orsay, Paris, conservé au Musée du Louvre ; inv. RF 39196, Recto | Mine de plomb, 9 x 13,7 cm                                                                           |
|    | Deux personnages assis à une table                                          |       | Musée d'Orsay, Paris, conservé au Musée du Louvre ; inv. RF 39195, Recto | Mine de plomb, 9 x 13,9 cm                                                                           |
|    | Divers personnages dans un café                                             |       | Musée d'Orsay, Paris, conservé au Musée du Louvre ; inv. RF 39198, Recto | Graphite, 9 x 13,9 cm                                                                                |
|    | Femme nue, allongée sur un canapé, portant des bas noirs                    |       | Musée d'Orsay, Paris, conservé au Musée du Louvre ; inv. RF 39191, Recto | Mine de plomb, 24,3 x 29,2 cm                                                                        |
|    | Femme à l'éventail, assise dans une loge (la comtesse Gabrielle de Rasti ?) |       | Musée d'Orsay, Paris, conservé au Musée du Louvre ; inv. RF 39192, Recto | Aquarelle, pierre noire, 55 x 35,5 cm                                                                |
|    | Convives autour d'une table, dans une pièce éclairée par un lustre          |       | Musée d'Orsay, Paris, conservé au Musée du Louvre ; inv. RF 39196, Verso | Mine de plomb, 9 x 13,7 cm                                                                           |
|    | Portrait de Edward G. Kennedy (1849-1932)                                   |       | Metropolitan Museum of Art, New-York ; inv. 33.40.62                     | Legs d’Edward G. Kennedy, 1932 ; graphite noir, 36 x 32,7cm                                          |
|    | Étude de table                                                              |       |                                                                          | |
|    | Lecture                                                                     |       |                                                                          | |
|    | Portrait de Sarah Bernhardt                                                 |       | Collection privée                                                        | Sujet : Sarah Bernhardt, peintre, sculptrice et comédienne française ; crayon sur papier, 21 x 14 cm |
|    | Portrait de femme (Sarah Bernhardt ?)                                       |       | Musée d'Orsay, Paris, conservé au Musée du Louvre ; inv. MNR 865         | Lithographie en couleur, 44,3 x 34 cm                                                                |
|    | Nu                                                                          |       |                                                                          | |
|    | Femme avec un collier de perles                                             |       |                                                                          | Signé en bas à droite ; craie noire sur papier, 17,7 x 13,5 cm                                       |
|    | Le Peintre Helleu assis à une terrasse de café                              |       | Musée Carnavalet, Paris ; inv. D.8126                                    | Crayon noir sur papier fin crème, 13,5 x 10,5 cm                                                     |
|    | Scène de rue                                                                |       | Musée Carnavalet, Paris ; inv. D.9552                                    | Pierre noire, 18 x 22,5 cm                                                                           |
|    | Homme assis                                                                 |       | Musée Carnavalet, Paris ; inv. D.9553                                    | Fusain, 31,2 x 24 cm                                                                                 |